# Maria Luisa Riva
Maria Luisa Riva (* 2. Januar 1978) aus Lecco ist eine italienische Skibergsteigerin und war Mitglied der Nationalmannschaft.

## Erfolge (Auswahl)
- 2003: 
  - 4. Platz bei der Europameisterschaft Skibergsteigen Team mit Chiara Raso
  - 8. Platz bei der Europameisterschaft Skibergsteigen Kombinationswertung

- 2004: 
  - 6. Platz bei der Weltmeisterschaft Skibergsteigen Team mit Christiane Nex
  - 8. Platz bei der Weltmeisterschaft Skibergsteigen Einzel
  - 8. Platz bei der Weltmeisterschaft Skibergsteigen Kombinationswertung
  - 10. Platz bei der Weltmeisterschaft Vertical Race